# 逸瓏
逸瓏（英語：One Mayfair）位於香港九龍城區九龍塘廣播道1號的豪宅，發展商為信和置業，地皮前身是公務員宿舍，2006年由信和以19.4億港元投得。於2011年12月落成，於2012年3月正式入伙。
物業共分為6座，每座10層，提供120個面積界乎1,375至3,100平方呎的單位。車位亦非常充足，平均每伙可以分得1.3個。
2017年初，李澤楷女友之一郭嘉文購入逸瓏天池屋，成交價1.068億元，呎價近5萬元，一度創項目呎價新高，代表買家簽訂文件的人士為盈大地產副主席及行政總裁李智康，而李智康一直是李澤楷的愛將。